# Lapostetű

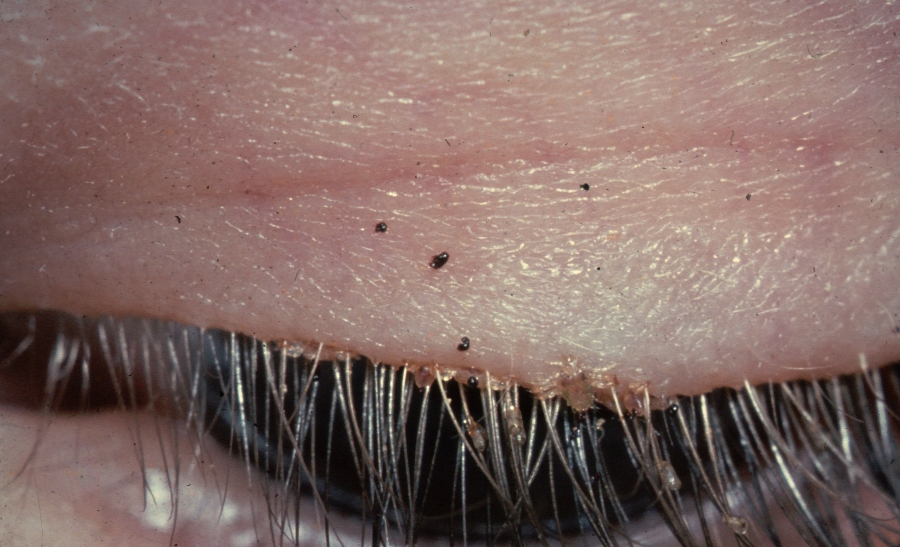
Szempillákon is előfordulhat

A lapostetű (Pthirus pubis) élősködő rovar, amely az emberi szőrzetben él és vérrel táplálkozik. Az emberen ruhatetű (Pediculus humanus humanus) és fejtetű (Pediculus humanus capitis) is él. A lapostetű legközelebbi rokona a Pthirus gorillae nevű faj, mely gorillákon él.

## Járványtan és diagnózis
A lapostetű emberek közti testi érintkezéssel, leginkább szexuális kontaktus útján terjed. Előfordulhat szülőről gyerekre való terjedés is, pl. a közösen használt törülköző, ágynemű, ruházat stb. által, de a gyerekek fertőzöttsége jóval ritkább, mint a felnőtteké (kisgyermekek a velük alvó felnőttektől fertőződhetnek, náluk a szempillák tövén, a szemöldökben és a hajban szaporodnak el). Elsősorban a fanszőrzetben, valamint a férfiak hasi és testi szőrzetében, továbbá a hónaljszőrzetben él, itt a serkék, lárvák és kifejlett állatok szabad szemmel is felismerhetők.  Szakállban, bajuszban, szemöldökben és a szempillák között is gyakran előfordul, sőt más, vastagabb szálú szőrzet híján a hajban is megél, mi több, ide is lerakhatja petéit.

## Klinikai információk
Az orvosi irodalom Phthiriasis-nak vagy Pediculosis pubis-nak nevezi a fertőzöttséget, illetve a szempillák fertőzöttséget Phthriasis palpebrarum-nak is nevezik. Jellemző tünet a fanszőrzet környékének viszketése. A bőrön a vérszívási pontok nyomán szürkés foltok jelennek meg. Mivel a fertőzés elsősorban nemi úton terjed, a fertőzött egyén nemi partnereit is fel kell deríteni 1 hónapra visszamenőleg, és őket is kezelni kell. A lapostetűvel fertőzött embereket érdemes más nemi úton terjedő fertőzések szempontjából is megvizsgálni, mert az együttes fertőzések gyakoriak. Kisgyermekek fertőzöttsége esetleg szexuális visszaélésekkel is kapcsolatos lehet.

## Kezelés
Permetrin vagy pyrethrin készítményekkel ismételt alkalmazásával kezelik, ezt sűrű fogazatú tetűfésű használatával egészítik ki. A szőrzet leborotválása egyszerű és eredményes eljárás.